# شیپور استاش
گوش میانی به وسیلهٔ لوله باریکی که شیپور یا لوله استاش (Eustachian tube) نامیده می‌شود به پشت بینی متصل شده‌است. لوله استاش همراه با گوش میانی فشار هوا را بر هر دو طرف پرده گوش متعادل می‌کنند.

## آناتومی
این لوله تقریباً ۳۵ میلی‌متر طول دارد و pharyngotympanic نیز نامیده می‌شود. نام استاش از آناتومیست قرن شانزدهم بارتولومئو ائوستاکی گرفته شده‌است. این مجرا از سطح قدامی گوش میانی به سطح خارجی نازوفارنکس در ناحیه کونکای تحتانی بینی می‌رسد.
چهار عضله زیر در عملکرد شیپور استاش مؤثرند: Levator veli palatini, Salpingopharyngeus muscle, Tensor tympani muscle و Tensor veli palatini muscle
این لوله شامل دو قسمت استخوانی در یک سوم ابتدایی و غضروفی در دوم سوم انتهایی (حلقی) است. دریچه گوشی لوله تنگتر از سمت حلقی آن است. زاویه شیپور استاش با سطح افقی در بالغین ۴۵ درجه و در اطفال ۱۵ درجه بوده، این مسئله یعنی افقی تر بودن شیپور استاش در اطفال یکی از علل شیوع عفونت گوش میانی در اطفال است

## عملکرد
لوله استاش فشار هوا را در هر دو طرف پرده گوش متعادل می‌کنند. لازم است بدانید که بهترین حالت پرده گوش وقتی است که فشار دو طرف پرده گوش با یکدیگر (یعنی با فشار محیط اطراف) برابر باشند.
لوله استاش حالت ارتجاعی دارد در حالت معمول جداره‌هایش روی یکدیگر خوابیده‌است. هنگامی که فشار داخل حلق زیاد شود مثل هنگام بلع یا زور زدن (به علت فشار هوا) یا وقتی خمیازه می‌کشید یا غذا می‌جوید (به علت عضله کشنده نرم کام) باز می‌شود. اگر با هواپیما یا در مناطق کوهستانی سفر کرده باشید احساس کرده‌اید که لوله‌های استاش در هر دو گوش شما باز شده‌است و ناگهان صدای ترق در گوش تان احساس می‌کنید. در حقیقت این صدایی است که شما را مطمئن می‌کند لوله استاش باز شده و فشار هوا در هر دو پرده گوش یکسان است.

## اختلال عملکرد شیپور استاش
اختلال در شیپور استاش به این معنی می‌باشد که شیپور استاش مسدود شده‌است یا به درستی کار نمی‌کند سپس هوا به گوش میانی راه پیدا نمی‌کند بنابراین هوا در بخش خارجی پرده گوش بیشتر از بخش داخلی شده‌است و پرده گوش را به سمت داخل گوش هل داده و اعصاب پرده گوش را تحت تأثیر قرار داده و در نتیجه در اثر برخورد امواج صوتی به خوبی مرتعش نمی‌شود.
علامت اصلی آن اختلال در شنوایی می‌باشد و شما همچنین ممکن است درد گوش داشته باشید زیرا پرده گوش مرتعش و کشیده شده‌است از جمله علائم دیگر:احساس پری در گوش، وزوز گوش (احساس شنیدن صدای زنگ در گوش) ,سرگیجه که یک یا هر دو گوش ممکن است مبتلا شوند.
سرماخوردگی شایع‌ترین علت مسدود شدن شیپور استاش است. عفونت سینوسها و آلرژی بینی نیز جزو علل شایع انسداد استاش هستند. به عبارت ساده‌تر می‌توان گفت که گرفتگی بینی باعث گرفتگی گوش هم می‌شود. علائم می‌تواند تا چند ساعت یا چند هفته باقی بماند که به عوامل متعددی بستگی دارد. این علائم به احتمال زیاد در عرض چند ساعت یا چند هفته رفع می‌شوند و همان‌طور که نشانه‌ها رفع می‌شود شنوایی بهتر می‌شود و این اختلال در شنوایی برای مدت زمان کوتاهی پیش می‌آید.

## نگارخانه

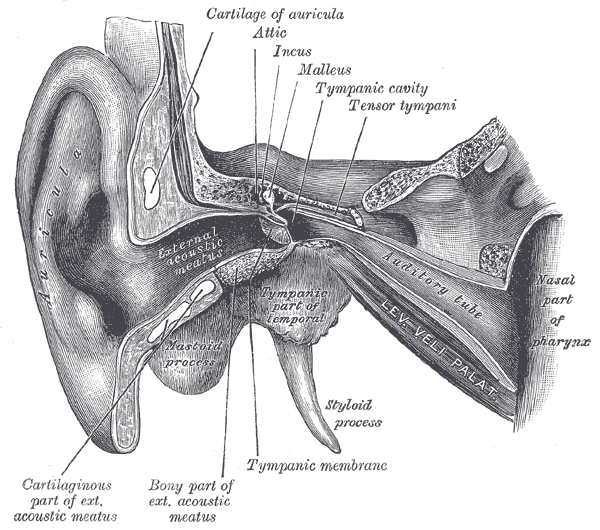
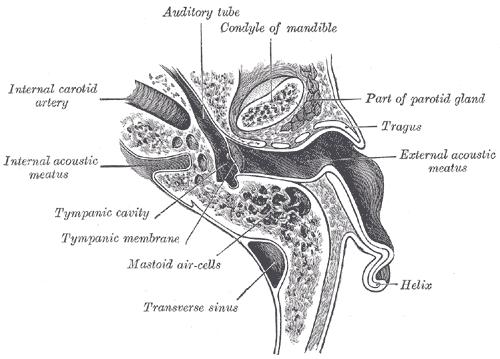
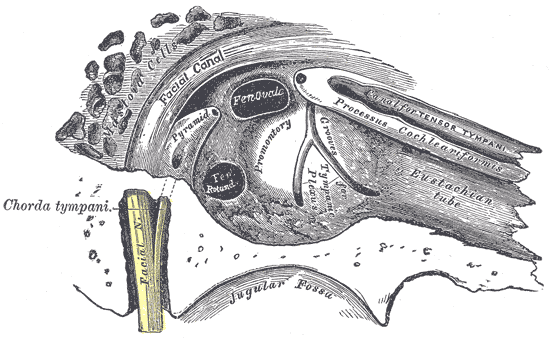
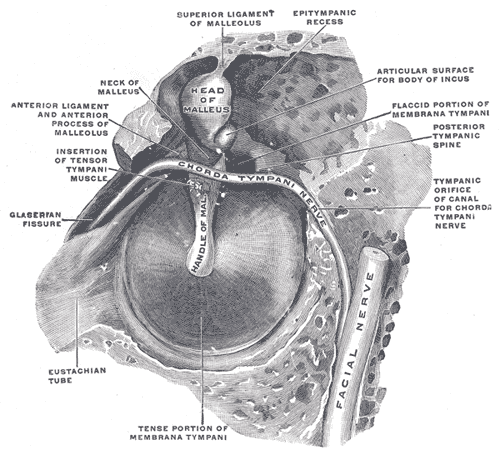